# Joseph Lefever
Joseph Lefever (* 3. April 1760 in Strasburg, Lancaster County, Province of Pennsylvania; † 17. Oktober 1826 in Paradise, Pennsylvania) war ein US-amerikanischer Politiker. Zwischen 1811 und 1813 vertrat er den Bundesstaat Pennsylvania im US-Repräsentantenhaus.

## Werdegang
Joseph Lefever besuchte die öffentlichen Schulen seiner Heimat und arbeitete danach in der Landwirtschaft. Später wurde er Mitglied der in den 1790er Jahren von Thomas Jefferson gegründeten Demokratisch-Republikanischen Partei. Bei den Kongresswahlen des Jahres 1810 wurde er im dritten Wahlbezirk von Pennsylvania in das US-Repräsentantenhaus in Washington, D.C. gewählt, wo er am 4. März 1811 die Nachfolge von Daniel Hiester antrat. Bis zum 3. März 1813 konnte er eine Legislaturperiode im Kongress absolvieren. In dieser Zeit begann der Britisch-Amerikanische Krieg von 1812.
Nach dem Ende seiner Zeit im US-Repräsentantenhaus betätigte sich Joseph Lefever wieder in der Landwirtschaft. Er starb am 17. Oktober 1826 in Paradise.